# Giuseppe Pinna
Giuseppe Pinna (Sarule, 22 febbraio 1854 – Nuoro, 19 settembre 1908) è stato un politico, avvocato  penalista italiano.
Fu sindaco di Nuoro e deputato al Parlamento nazionale dal 1895 al 1908.

## Biografia
Nato a Sarule, un paese della Barbagia di Nuoro, da ragazzo fu anche pastore, ma proseguì gli studi laureandosi in giurisprudenza. Esercitò l'avvocatura nel foro di Nuoro e fu un apprezzato penalista. Progressista, legato al gruppo dei democratici sassaresi del quotidiano La Nuova Sardegna, fu consigliere provinciale, sindaco di Nuoro e deputato al Parlamento per quattro legislature. Una mattina, un ciabattino che aveva perso una causa gli sparò mentre, uscendo dal tribunale, rientrava a casa, e morì due giorni dopo pronunciando parole di perdono.